# Otto Lummer
Otto Richard Lummer (Gera, 17 de julio de 1860 - Breslavia, 5 de julio de 1925) fue un físico alemán, conocido principalmente por sus trabajos en óptica y radiación, principalmente, sobre el cuerpo negro. Fue profesor en la Universidad de Bratislava e investigador en Berlín, donde llegó a ser director del Instituto Imperial de Física y Tecnología. Su trabajo sentó los fundamentos empíricos sobre los que Max Planck pudo formular la constante y sus teorías cuánticas.

## Biografía

### Origen y formación
Otto Lummer fue el menor de los seis hijos del matrimonio formado por el panadero Carl Gottfried Lummer (1822–1891) y Minna Agnes Ortlepp (1831–1920). Nació en Gera, en la casa de la familia, entonces ubicada en la Schloßstraße 14/15 (con la numeración actual, el lugar corresponde a la Schloßstraße 6), donde también se encontraba la panadería de su padre. Los antepasados de Lummer en la línea paterna eran, desde ya varias generaciones, panaderos y reposteros con establecimientos en Gera y en Untermhaus.. La familia de su madre tampoco era de académicos o intelectuales, sino de una extracción social modesta, de carpinteros de oficio y amas de casa. Asistió a la escuela en Nicolaiberg, una Realschule de primer orden que, a partir de 1883, pasó a ser el Realgymnasium de Gera (actualmente se encuentra allí el Goethe-Gymnasium/Rutheneum, Haus I), donde aprobó el 16 de marzo de 1880 el examen oral del Abitur con un rendimiento sobresaliente.

### Trabajos como físico
Estudió Matemáticas y Física en la Universidad de Tubinga y en la Universidad Humboldt de Berlín. En 1884 inició su trabajo de doctorado bajo la tutoría de Hermann von Helmholtz y trabajando como su asistente en Berlín. Allí continuó desempeñándose en la Physikalisch-Technische Reichsanstalt (la antecesora de la Physikalisch-Technische Bundesanstalt), donde en 1894 obtuvo además la habilitación como Privatdozent y finalmente llegó a ser director del instituto. A partir de 1904 se desempeñó como profesor en Breslavia.
Otto Lummer fue el primero en describir los fenómenos de interferencia en placas de vidrio en planos paralelos. Estas observaciones las publicó en su tesis doctoral. Aunque los fenómenos de interferencia propiamente dichos ya los había descubierto en 1849 el geólogo mineralogista austríaco Wilhelm von Haidinger y habían sido descritos en 1874 por el físico francés Eleuthère Mascart, nadie había vuelto a hablar de ellos hasta que Lummer retomó el tema demostrándolo en las placas de vidrio mencionadas. Debido a que fue justamente Lummer quien con sus experimentos reveló la importancia de estos fenómenos, por algún tiempo se llamaron «anillos de Lummer», aunque finalmente se impuso la denominación que hoy es más común: «anillos de Haidinger». El hecho de que la aparición de estos anillos ocurriese en el caso de interferencias de orden superior, lo llevó a la idea de que era posible desarrollar, a partir de la placa de planos paralelos, un espectroscopio de altísima resolución (tal que presentase ventajas comparativas respecto del interferómetro que habían desarrollado Fabry y Perot). A comienzos del nuevo siglo (en 1902), este desarrollo lo llevó a construir un espectroscopio de interferencia que diseñó en un trabajo conjunto con Ernst Gehrcke que se conoce con el nombre de ambos físicos. Más adelante, siempre en el amplio campo de la óptica, diseñó en conjunto con Eugen Brodhun (1860–1938) un cubo fotométrico, hoy conocido con sus nombres: «cubo de Lummer-Brodhum».
En conjunto con Ernst Pringsheim (1859–1917) realizó la investigación básica sobre la distribución de la energía en el espectro de un cuerpo negro que condujeron a Max Planck a formular su hipótesis cuántica.
Lummer, en colaboración con Wilhelm Wien, es autor del diseño del primer cuerpo negro, consistente en una esfera hueca ennegrecida con una pequeña abertura. Wien demostró en 1894 que si se conocía para una temperatura la distribución espectral, era posible deducirla para cualquier otra y definió un función que luego se conocería como ley de desplazamiento de Wien. Aunque parecía correcta y universal, y en general coherente con la experimentación, la forma de la función y la explicación eran desconocidas. En 1899, Max Planck pudo derivar la ley de Wien, pero en contra de lo esperado, los experimentos señalaban que la ley no era completamente correcta. La mayor parte de los experimentos relevantes en este tema se realizaron en Berlín, en el Instituto Imperial de Física y Tecnología (Physikalisch-Technische Reichsanstalt). En ese mismo año crucial para el desarrollo de la cuántica, Lummer y Prigsheim pudieron demostrar que la ley de Wien fallaba en las altas longitudes de onda.
Lummer desarrolló además una lámpara de vapor de mercurio para producir luz monocromática y en 1902 construyó un espectroscopio de alta resolución.

## Reconocimientos

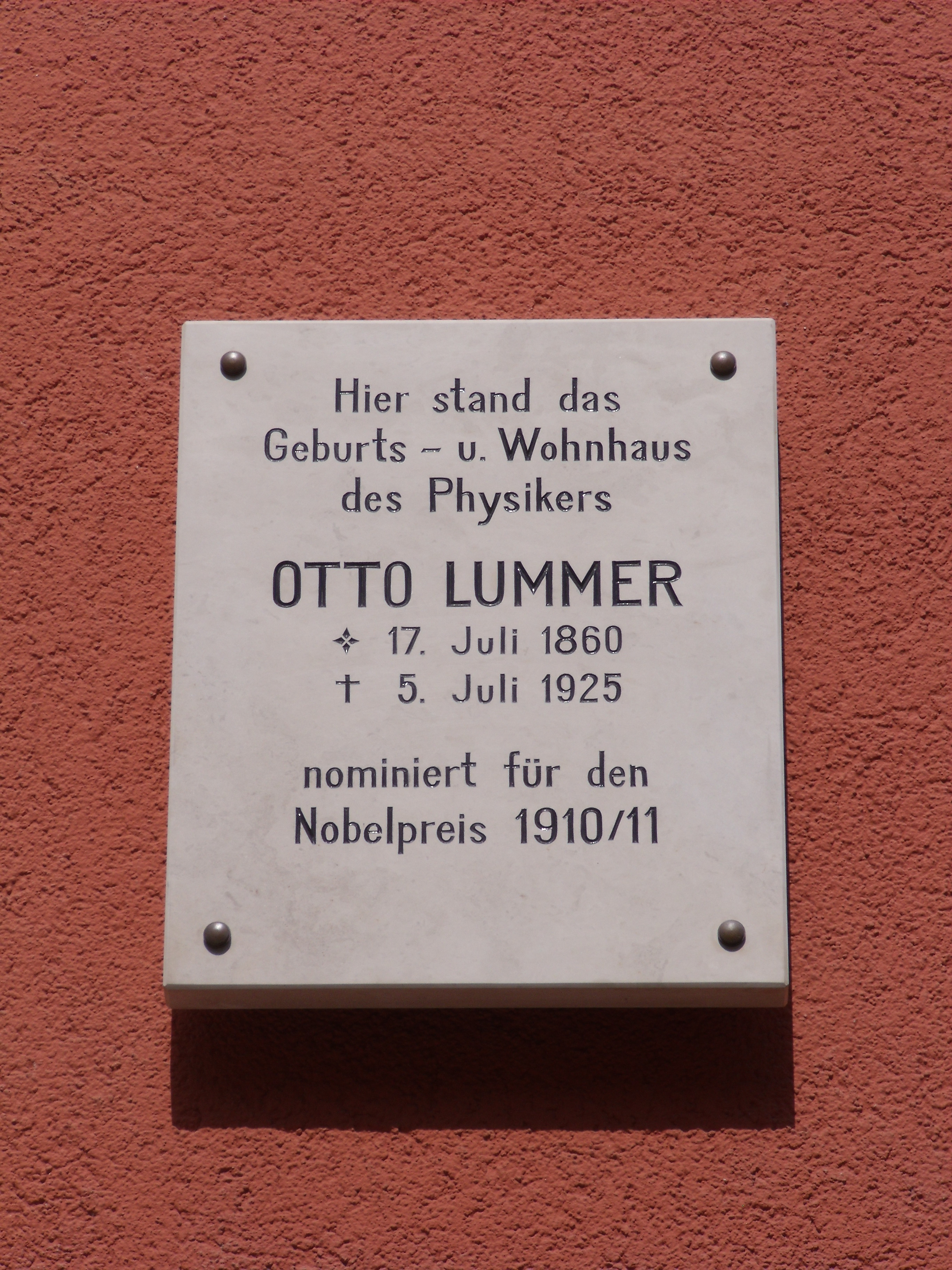
Placa conmemorativa en el lugar en Gera donde se encontraba la casa en la que nació y vivió Otto Lummer, Schloßstraße 6

La máscara mortuoria de Lummer se exhibía a fines de los años 1920 en el museo de la ciudad de Gera. Se desconoce su paradero; probablemente se perdió en el bombardeo aéreo de Gera en la Segunda Guerra Mundial. El 3 de agosto de 1988 y durante la construcción de la nueva zona urbana de Bieblach-Este, la ciudad de Gera denominó una calle con el nombre de este conocido físico. Debido a un error, sin embargo, la calle se nombró primeramente Otto-Cummer-Straße; recién en el contexto un proceso de renombramiento de numerosas calles de Gera tras la reunificación alemana (Gera se encontraba en la República Democrática Alemana) se enmendó el error el 1 de marzo de 1991.
Un día antes del 150.º aniversario del nacimiento de Lummer en 2010, el entonces alcalde de Gera, Norbert Vornehm inauguró la placa conmemorativa en el lugar donde se encontraba la casa natal y de residencia del físico. Desde 2008 un tranvía local de Gera lleva también su nombre.
Los otros dos físicos que trabajaron en temas relacionados, Wilhelm Wien y Max Planck, obtuvieron el Premio Nobel, en 1911 y 1918 respectivamente. Otto Lummer no llegó a recibir el galardón, pero fue nominado en dos oportunidades por Emil Warburg, quien propuso en 1910 y en 1911 que se compartiera el premio entre Lummer, Wien y Planck.

## Publicaciones
- Lummer, O. (1884). «Über eine neue Interferenzerscheinung an planparallelen Glasplatten und eine Methode, die Planparallelität solcher Gläser zu prüfen» [Acerca de un nuevo fenómeno de interferencia en placas de vidrio de planos paralelos y un método para probar el paralelismo de planos en tales vidrios]. Tesis doctoral. Annalen der Physik und Chemie (23): 49-84.
- Lummer, O.; Brodhun, E. (1889). «Photometrische Untersuchungen» [Investigaciones fotométricas]. Zeitschrift für Instrumentenkunde (9): 41-50.
- Lummer, O.; Brodhun, E. (1890). «Photometrische Untersuchungen» [Investigaciones fotométricas]. Zeitschrift für Instrumentenkunde (10): 461-485.
- Lummer, O.; Brodhun, E. (1892). «Photometrische Untersuchungen» [Investigaciones fotométricas]. Zeitschrift für Instrumentenkunde (12): 41-50.
- Lummer, O. (1892). «Über die Herstellung eines Flächenbolometers» [Sobre la confección de un bolómetro de superficies]. Zeitschrift für Instrumentenkunde (12): 81-89.
- Lummer, O. (1896). «Über die Strahlung des absolut schwarzen Körpers und seine Verwirklichung» [Acerca de la radiación de un cuerpo negro absoluto y su realización]. Naturwissenschaftliche Rundschau (11): 65-68, 81-83, 93-95.
- Lummer, O.; Pringsheim, E. (1889). «Die Verteilung der Energie im Spectrum des schwarzen Körpers» [La distribución de energía en el espectro de un cuerpo negro]. Verhandlungen der Deutschen Physikalischen Gesellschaft (1): 23-41.
- Lummer, O. (1909). «Die Lehre von der strahlenden Energie (Optik) II» [La teoría de la energía radiante (Óptica) II].  En Müller; Pouillet, eds. Lehrbuch der Physik und Meteorologie [Texto para la enseñanza de la Física y la Meteorología] 3.
- Lummer, O. Grundlagen, Ziele und Grenzen der Leuchttechnik [Fundamentos, propósitos y limitaciones de la técnica de iluminación]. (hay una reimpresión de VDM Verlag Dr. Müller, Saarbrücken, 2007). ISBN 978-3-8364-2329-8.